# Love Is Forever (chanson de Tomoko Kawase)
Pour les articles homonymes, voir Love Is Forever.
Singles de Tommy february6
je t'aime ★ je t'aime
(2003) MaGic in youR Eyes
(2004)
Love is forever est le 5e single de Tommy february6 sorti le 16 juillet 2003 au Japon. Il atteint la 6e place du classement de l'Oricon et reste classé pendant 7 semaines. Love is forever et Futari no Seaside se trouvent sur l'album Tommy airline* et sur la compilation Strawberry Cream Soda Pop "Daydream".
Toutes les paroles sont écrites par Tommy february6, toute la musique est composée par Malibu Convertible.
| 1. | Love is forever                         |  |
| 2. | Futari no Seaside (ふたりのシーサイド)  |  |
| 3. | ♥Summer Lemonade Poem♥                  |  |
| 4. | Love is forever (Original Instrumental) |  |